# Nílton Santos
Pour les articles homonymes, voir Santos (homonymie).

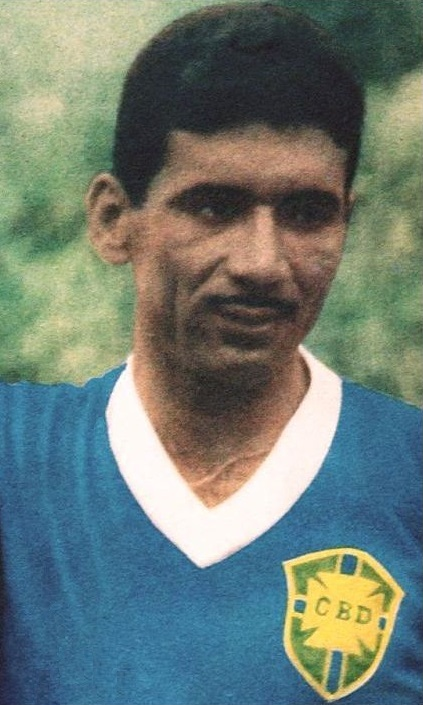
Nílton Santos en 1959.

Nílton Reis dos Santos est un footballeur de nationalité brésilienne, né le 16 mai 1925 à Rio de Janeiro et mort le 27 novembre 2013 dans la même ville.
Surnommé a Enciclopédia (en français : « l'Encyclopédie ») pour ses connaissances en football (dans le domaine de la tactique notamment), cet arrière gauche offensif remporte avec l'équipe du Brésil la coupe du monde de 1958 puis celle de 1962. Il révolutionne la position d'arrière latéral gauche, en utilisant sa polyvalence pour défendre et attaquer, marquer des buts, à une époque où les défenseurs se devaient de respecter un positionnement strict. Il réalise par ailleurs la totalité de sa carrière en club dans le club brésilien de Botafogo.
En 1998, il est nommé dans l'équipe mondiale du XXe siècle de la FIFA, puis en 2004 dans la liste FIFA 100 des 125 meilleurs footballeurs vivants établie par Pelé. En 2006, l'IFFHS désigne Nílton Santos comme l'un des cinq meilleurs défenseurs sud-américain de l'Histoire au côté d'Elias Figueroa, José Nasazzi, Héctor Chumpitaz et Daniel Passarella.
Le Stade Stade olympique Nilton-Santos de Rio de Janeiro est nommé en son honneur

## Carrière

### En club
Découvert quasiment par hasard par les dirigeants de Botafogo, Nílton Santos débute en 1948 (à l'âge de 23 ans) dans le club de Rio de Janeiro en position d'attaquant. Mais Carlito Rocha et Zezé Moreira, respectivement manager et entraineur de l'équipe parviennent à détecter les qualités défensives de leur joueur et le replacent à l'arrière. Nílton n'est pourtant pas totalement bridé, ses qualités physiques et techniques lui permettant de participer au jeu offensif de l'équipe sur son aile gauche.
Nílton Santos réalise toute sa carrière de joueur professionnel dans le club de Botafogo avec lequel il remporte quatre titres du championnat de Rio (1948, le premier depuis treize ans, 1957, 1961 et 1962) ainsi que le tournoi Roberto-Gomes-Pedrosa, considéré comme l'ancêtre du championnat du Brésil en 1962 et 1964. Botafogo participe par ailleurs à de nombreux tournois amicaux internationaux, comme le tournoi international de Paris en 1963. Ses coéquipiers en club se nomment alors Garrincha, Didi, Amarildo ou Mário Zagallo.
Le 16 décembre 1964, il dispute son dernier match sous le maillot noir et blanc de Botafogo face à l'EC Bahia. Entre 1948 et 1964, Nílton Santos participe à un record de 721 matches pour Botafogo et inscrit onze buts, ce qui à l'époque était exceptionnel pour un défenseur.

### International
Nílton Santos est sélectionné pour la première fois en équipe nationale en 1949 lors d'un match face à la équipe du Colombie (remporté 5 buts à 0), au cours de la Copa América remportée par les Brésiliens. Un an plus tard, il fait partie de la sélection brésilienne pour la coupe du monde de 1950 mais n'y joue pas.
Sélectionné de nouveau pour la coupe du monde de 1954, il ne peut empêcher l'élimination des Brésiliens en quart de finale face au Onze d'or hongrois. Ce match, rentré dans l'histoire sous le nom de « Bataille de Berne » et au cours duquel il sera expulsé, marque sa première et seule défaite en quinze matches de Coupe du monde. Il forme dès lors avec son compère et homonyme Djalma Santos une paire d'arrières latéraux considérée comme la meilleure du monde.
Quatre ans plus tard, les Brésiliens remportent la coupe du monde 1958 en Suède, et conservent leur titre lors de la coupe du monde 1962. Couronné à 37 ans, Nílton Santos est l'un des vainqueurs les plus âgés de l'histoire de la compétition (seul l'Italien Dino Zoff était plus âgé en 1982). Il dispute son dernier match avec les Auriverdes à l'occasion de la finale de la Coupe du monde 1962 face à la Tchécoslovaquie (3 buts à 1) le 17 juin 1962.
Nílton Santos compte 75 sélections en équipe du Brésil, pour laquelle il a joué pendant treize ans. Il a marqué à trois reprises en équipe nationale, dont un but mémorable lors de la coupe du monde 1958 contre l'équipe d'Autriche, au cours duquel il part de sa moitié de terrain et dribble de nombreux joueurs adverses.

## Parcours

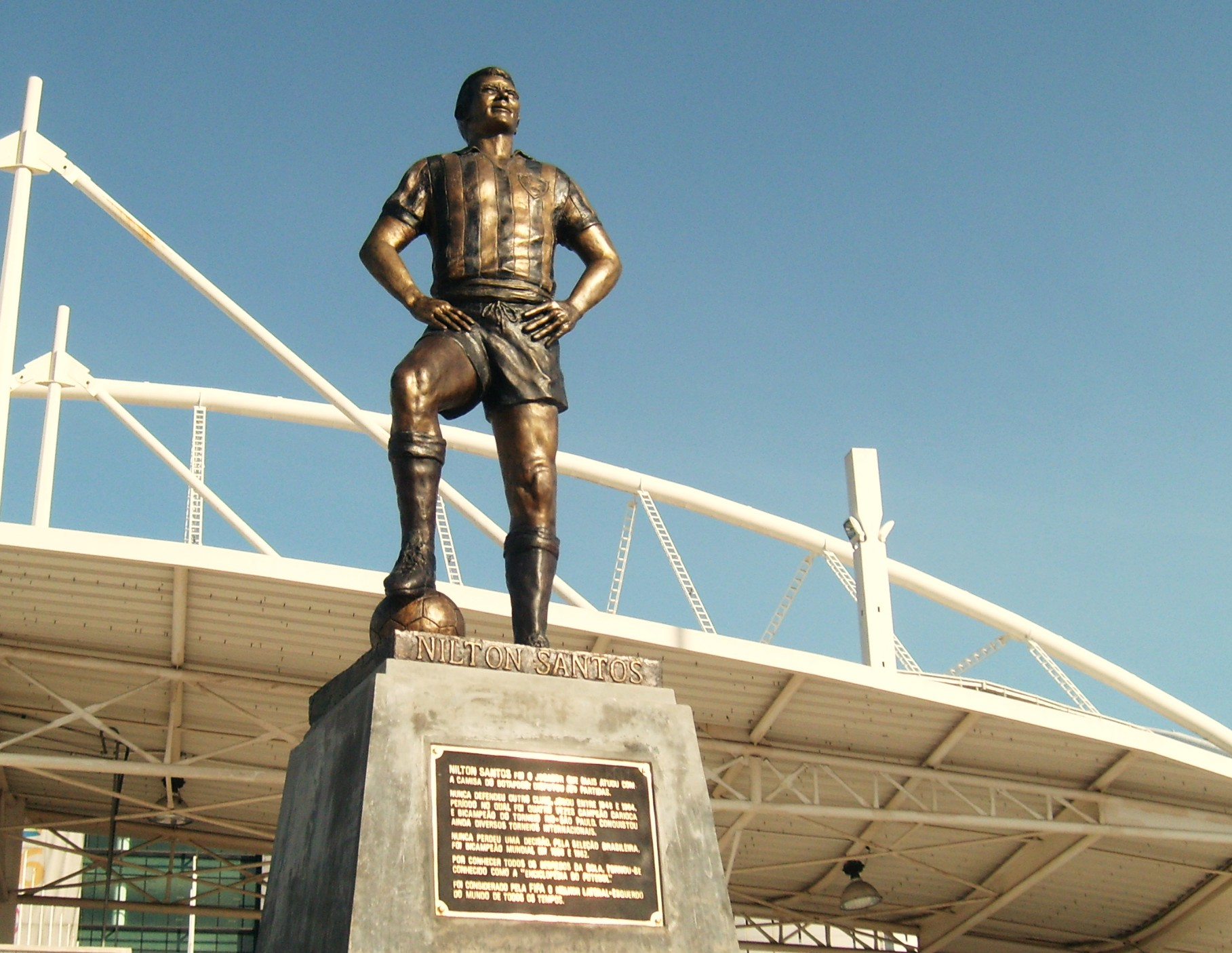
Statue de Nílton Santos devant le Stade olympique João-Havelange, stade du Botafogo à Rio de Janeiro.

- 1948-1964 : Botafogo (Brésil)

### Palmarès

#### Avec l’équipe du Botafogo de Futebol e Regatas
- Vainqueur du championnat de Rio en 1948, 1957, 1961 et 1962
- Vainqueur du Tournoi Roberto-Gomes-Pedrosa (Rio-São Paulo) en 1962 et 1964

#### Avec l'équipe du Brésil
- Vainqueur de la Coupe du monde en 1958 et 1962
- Finaliste de la Coupe du monde en 1950
- Vainqueur du Championnat sud-américain en 1949 (finaliste en 1953, 2e en 1957 et 1959)
- Vainqueur du Tournoi Panaméricain en 1962
- Vainqueur de la Copa Rio Branco en 1950
- Vainqueur de la Coupe Oswaldo Cruz en 1950, 1955, 1961 et 1962
- Vainqueur de la Coupe Bernardo-O’Higgins en 1955 et 1961
- Vainqueur de la Coupe Atlantique en 1956 et 1960